# Véry
Véry ist eine französische Gemeinde mit 82 Einwohnern (Stand: 1. Januar 2022) im Département Meuse in der Region Grand Est (vor 2016: Lothringen). Die Gemeinde gehört zum Arrondissement Verdun, zum Kanton Clermont-en-Argonne und zum Gemeindeverband Argonne-Meuse.

## Geografie
Die Gemeinde Véry liegt am Ostrand der Argonnen, 26 Kilometer nordwestlich von Verdun. Umgeben wird Véry von den Nachbargemeinden Épinonville im Norden, Montfaucon-d’Argonne im Osten, Avocourt im Südosten, Cheppy im Südwesten und Westen sowie Charpentry im Nordwesten.

## Bevölkerungsentwicklung
| Jahr                       | 1962 | 1968 | 1975 | 1982 | 1990 | 1999 | 2006 | 2012 | 2019 |
| Einwohner                  | 174  | 167  | 162  | 138  | 112  | 102  | 90   | 103  | 89   |
| Quellen: Cassini und INSEE |      |      |      |      |      |      |      |      |      |

## Sehenswürdigkeiten
- Kirche Saint-Nicolas, im Ersten Weltkrieg zerstört, 1925 wieder aufgebaut.

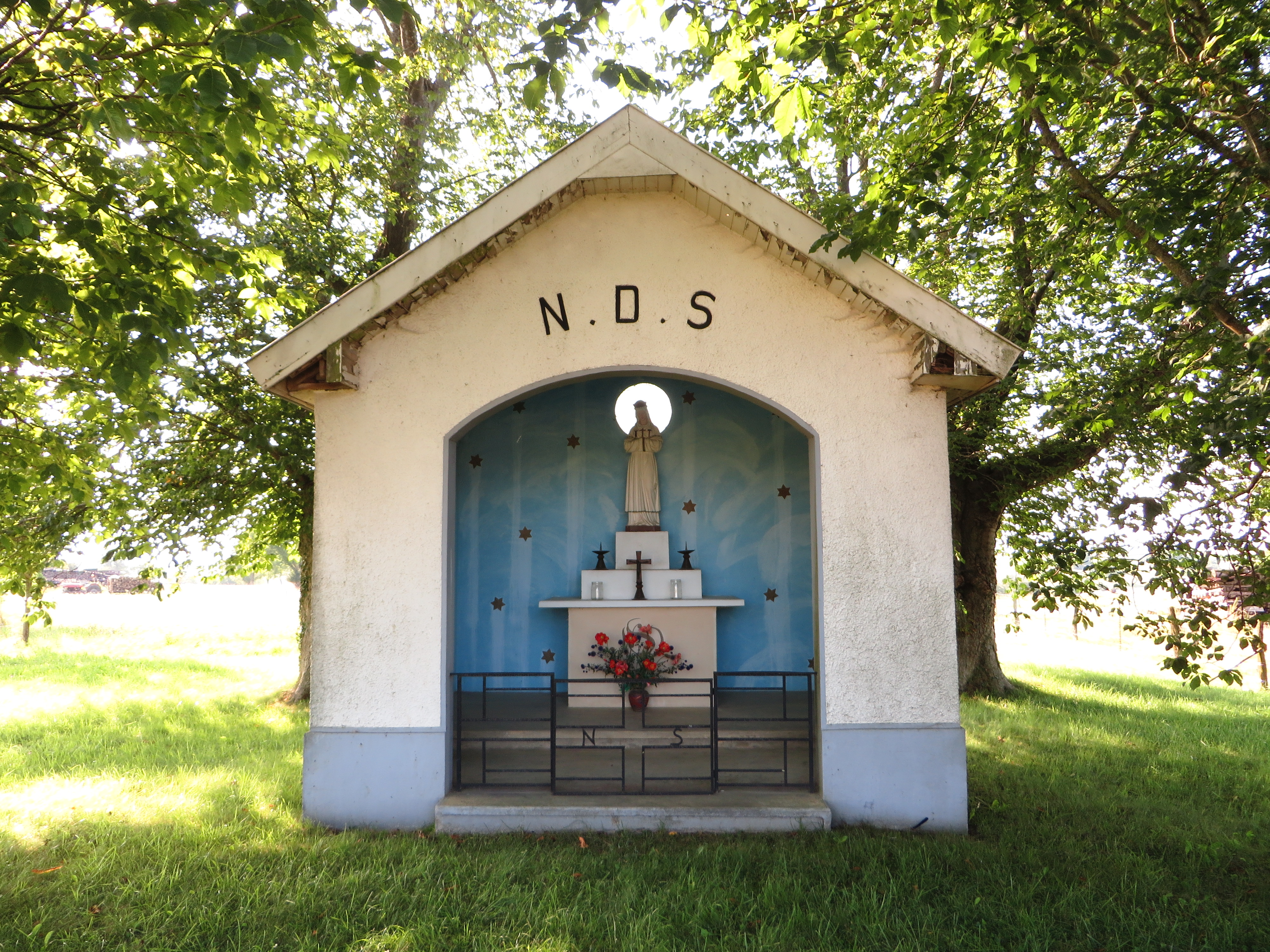
Kapelle Notre-Dame-de-la-Salette

- Kapelle Notre-Dame-de-la-Salette